# Richard Nixon Library & Birthplace

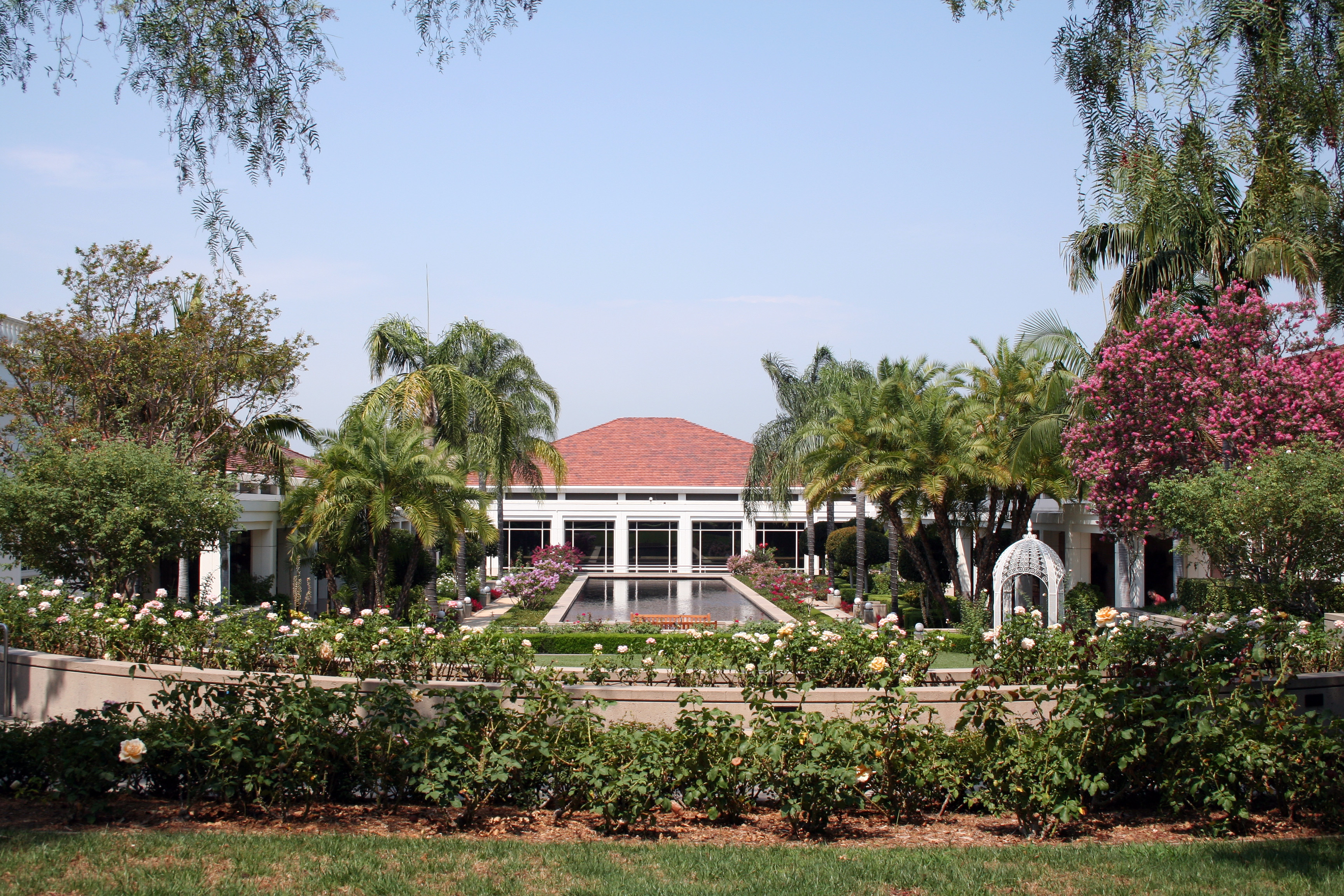
Nixon Library

Die Richard Nixons Bibliothek und Geburtsort (Richard Nixon Library & Birthplace) ist die Präsidentenbibliothek von Richard Milhous Nixon, dem 37sten Präsidenten der USA, und befindet sich an Nr. 18001 Yorba Linda Boulevard in Yorba Linda, Kalifornien. Der 36.000 m² große Campus befindet sich auf dem Gelände um das Haus, in dem Nixon geboren wurde und seine Kindheit verbrachte, heute in einer Vorortregion von Anaheim, Kalifornien, in der Nähe des California State Highway 57 und des California State Highway 90 (so genannter Imperial Highway).
Von ihrer Widmung bis zum 11. Juli 2007 war die Nixon-Bibliothek nicht Teil des Systems der Präsidentenbibliotheken der NARA, sondern Eigentum der Richard Nixon Foundation, einer privaten Stiftung. Im Juli 2007 wurde sie in die Verwaltung der NARA überführt und somit zur 12. Präsidentenbibliothek der USA. Ungefähr 46 Millionen Seiten offizieller Aufzeichnungen des Weißen Hauses der Regierung Nixon im NARA-Zentrum in College Park (Maryland), welche gemäß der Presidential Recordings and Materials Preservation Act von 1974 (PRMPA) hier aufbewahrt wurden, sind seitdem nach Yorba Linda überführt. Der „Stab für die Dokumente Präsident Nixons“ (Nixon Presidential Materials Staff), auch Nixon-Projekt genannt, steht in keinem Zusammenhang mit der Nixon-Bibliothek, hat ihr aber in der Vergangenheit Materialien ausgeliehen. (Siehe auch Kontroversen um die Aufzeichnungen Nixons)

## Einrichtungen
Das Nixon Library Museum befindet sich in einem 4.800-m²-Gebäude, wurde am 19. Juli 1990 eröffnet und erzählt von Nixons Leben und Karriere. Hinter dem Museum ist der Geburtsort, ein von Nixons Vater errichtetes Haus, das in den Zustand restauriert wurde, wie es 1910 war. Die Gräber von Nixon und seiner Frau Pat Nixon befinden sich auf dem Gelände des Geburtsorts.

## Die Sammlungen der Bibliothek
Das Archiv wurde im März 1994 eröffnet und enthält ungefähr 6,2 Millionen Seiten Aufzeichnungen sowie ausgedehnte Fotografien, Filmspulen und Tonaufzeichnungen.

### Zentrale Sammlung
Die wesentlichen Bestände der Nixon-Bibliothek sind Dokumente und Gegenstände von Nixons privatem und öffentlichem Leben.
- private Papiere vor seiner Zeit als Präsident, die Wahlkampfdokumente 1946–1968 enthalten
- Aufzeichnungen von Richard Nixons früher politischer Karriere einschließlich seiner Zeit im Repräsentantenhaus und Senat 1947–1952.
- besondere Dokumente aus seiner Zeit als Vizepräsident unter Dwight D. Eisenhower
- Auslandskorrespondenz 1947–1968
- besondere Korrespondenz mit z. B. John F. Kennedy, Lyndon B. Johnson, Martin Luther King Jr., und J. Edgar Hoover
- Akten zu Korrespondenz, Arbeit, Reisen und Auftritten aus der Zeit von 1963 bis 1968
- zwei größere Reihen zu Forschungsthemen: 1960 und 1968
- Dokumente aus der Zeit nach seiner Präsidentschaft August 1974 bis April 1994

### Schenkungen
- Acker, Marje and Phil: Material zur Republikanischen Partei, Mrs. Acker’s Stellung als Mitglied von Richard Nixons Stab und die Arbeit der Ackers zu Nixons Wahlkampf.
- Baures, Ruth Porter: Sammlung antikommunistischer Veröffentlichungen einschließlich Regierungsanhörungen und -untersuchungen zu kommunistischen Aktivitäten. Ebenfalls darin enthalten eine komplette Reihe der Anhörungen des Komitees zu unamerikanischen Umtrieben.
- Daily, Peter H.: Materialien zur November-Gruppe des Präsidentenwahlkampfs 1972.
- Day, Roy O.: Akten von Richard Nixons Hauptwahlkampfmanager 1946, der ein langjähriger politischer Unterstützer war.
- Dorn, Evlyn: Papiere von Richard Nixons erstem Justizminister!? (Erster Sekretärin in Rechtsangelegenheiten?)(first legal secretary), der Mrs. Frank Nixon bei der Korrespondenz unterstützte.
- Doss, Martha M.: Materialien zu sozialen und repräsentativen Funktionen (social functions) während der Präsidentschaft Richard Nixons.
- Drown, Helene and Jack: Sammlung und Chronik für die Zeit von 1942 bis 1994, die die enge Freundschaft der Drowns und der Nixons belegt.
- Ferman, Irving: Materialien zu Mr. Fermans Dienst in Präsident Eisenhowers Ausschuß zu Regierungsverträgen.
- Finch, Robert H.: Die Papiere von Robert Finch, 1940er – 1990er.
- Flemming, Harry S.: Akten zu Flemmings Arbeit in Richard Nixons Übergangsteam und -regierung.
- Friedersdorf, Max l.: Papiere zum Dienst Mr. Friedersdorfs als Sonderassistent von Präsident Nixon.
- Haldeman, Harry Robbins: Material zu Mr. Haldemans Arbeit bei Richard Nixon (1956–1973) und die Gerichtsfälle gegen ihn als Assistent des Präsidenten.
- Hyk, John M.: Photographien, Briefe und Sammlergegenstände von Einzelpersonen, die mit der Watergate-Untersuchung zu tun hatten.
- Hyland, William G.: Bücher und Papiere zur US-Verteidigungs- und -außenpolitik.
- Laub, C. Herbert: Sammlung von Autogrammen der Präsidenten und anderer bedeutender US-Persönlichkeiten.
- McCall, Harrison: Papiere von Richard Nixons frühem Wahlkampfmanager und langjährigem Unterstützer.
- Morehead, Carlos S.: Sammlung von Büchern zur Impeachment-Untersuchung im Watergatefall. Enthält auch The Papers of the Continental Congress, und Bände aus den Foreign Relations of the United States, United States Treaties und Other International Agreements.
- Robinson, Julie Marr: Eine Sammlung von Pressedossiers für die First Lady Pat Nixon.
- Simon, William E.: Kopien auf Microfiche/Microfilm der Simon Papers, im Lafayette College in Easton, Pennsylvania.
- Thomas, J. Parnell: Notizen (Clipping scrapbooks) zur Arbeit des Komitees zu Unamerikanischen Umtrieben bis 1952.
- Walker, Anne and Ron: Materialien zu Ron Walkers Vorbereitungsarbeiten für Richard Nixons historischer Reise 1972 in die Volksrepublik China. Enthält ebenfalls über Posten von Mr. Walker in Nixons Wahlkämpfen und Nixons Regierung.
- Young, Earl J.: Material zu Richard Nixons Besuch in Long An, Vietnam (1964) und Da Nang, Vietnam (1967).

## Kontroversen um die Aufzeichnungen Nixons
Traditionell wurden Materialien und Aufzeichnungen eines US-Präsidenten als sein persönliches Eigentum betrachtet, sobald er sein Amt aufgab. Der Watergate-Skandal und Richard Nixons Rücktritt komplizierten die Angelegenheit jedoch.
Am 8. September 1974 traf Richard Nixon eine Vereinbarung mit dem Chef der General Services Administration, Arthur F. Sampson. Nixon würde das meiste Material seiner Präsidentschaft übergeben einschließlich der Tonbandaufzeichnungen, die er im Weißen Haus gemacht hatte. Jedoch sollten die Tonbandaufzeichnungen auf Nixons Weisung hin nach dem 1. September 1979 oder bis zum 1. September 1984 oder bei seinem Tode vernichtet werden.
Alarmiert, dass Tonbänder, die die Jahre Nixons im Weißen Haus dokumentieren, verloren gehen könnten, widerrief der Kongress die so genannte Nixon-Sampson Vereinbarung durch Parlamentsakte S. 4016, die durch Präsident Gerald Ford am 19. Dezember 1974 unterzeichnet und damit zur gesetzlichen Presidential Recordings and Materials Preservation Act wurde. Sie trifft speziell auf die Materialien der Nixon-Präsidentschaft zu und weist die National Archives and Records Administration (NARA) an, von den Materialien Besitz zu ergreifen und das Material so schnell wie möglich zu bearbeiten. Privates Material sollte in Nixons Besitz zurückgegeben werden, während jene Aufzeichnungen die „relevant für das Verständnis von Machtmissbrauch der Regierung und Watergate“ sind sowie das Material zu den normalen konstitutionellen und gesetzlichen Pflichten des Präsidenten und des Stabes des Weißen Hauses der Öffentlichkeit zur Verfügung gestellt werden sollten.
Die Sichtung der Tonbänder wurde von der NARA schon 1987 abgeschlossen, aber nur 63 Stunden der Aufzeichnungen des Weißen Hauses waren zwischen 1974 und 1992 freigegeben worden. Im März jenes Jahres klagte der auf Präsidenten spezialisierte Historiker Stanley I. Kutler, ein Professor für Geschichte und Recht an der Universität von Wisconsin, zusammen mit der Rechtsanwaltsgruppe Public Citizen, auf Beschleunigung der Freigabe der Nixon-Materialien. Nixon intervenierte, und argumentierte, dass die NARA der Rückgabe privater Unterhaltungen Vorrang geben sollte, und im August 1993 erhielt er eine Gerichtsanordnung, die die NARA anwies, die weitere Freigabe von Tonbändern zu unterbrechen bis alle privaten oder persönlichen Materialien an Nixon zurückgegeben wären.
Auf Grund der rechtlichen Lage wurde die Nixon-Bibliothek als private Stiftung gebaut und betrieben, anstatt von der NARA verwaltet zu werden. Die Auseinandersetzungen setzen sich nach Richard Nixons Tod im April 1994 fort.
Am 12. April 1996 erreichten die drei streitenden Parteien eine Einigung, unter der die gerichtliche Anweisung aufgehoben wurde und ein Plan für die Freigaben aufgestellt wurde. Die ersten Materialien, die nach dieser Vereinbarung veröffentlicht wurden – 205 Stunden Ausschnitte aus Unterhaltungen betreffend den Machtmissbrauch der Regierung –, wurden am 18. November 1996 zur Verfügung gestellt. Die zweite Freigabe am 16. Oktober 1997 bestand aus 154 Stunden der vollständigen Unterhaltungen, die im Kabinettsraum vom Februar 1971 bis zum Ende Juli 1973 geführt wurden. Der erste chronologische Freigabe fand am 5. Oktober 1999 statt und bestand aus 443 Stunden vollständiger Unterhaltungen vom Februar bis Juli 1971. Die zweite chronologische Freigabe erfolgte am 26. Oktober 2000 und umfasste 420 Stunden vollständiger Unterhaltungen vom August bis Ende Dezember 1971. Dazu gehören Unterhaltungen, die im Oval Office, im alten Büro des Präsidenten im Executive Office Building und an seinen Telefonen geführt wurden.
Die Nixon-Stiftung ist – in Übereinstimmung mit Kutler/Public Citizen – der Ansicht, dass die NARA nicht berechtigt ist Kopien oder Originale der persönlichen oder privaten Materialien zurückzuhalten, in Befolgung der Presidential Records Act 1978, die solche Dinge von jenen ausschließt, die Eigentum der Vereinigten Staaten werden, wenn ein Präsident das Amt aufgibt.
Ähnliche Kontroversen zur Freigabe der Aufzeichnungen von Präsidenten ergaben sich zu den Dokumenten der Regierungen von John F. Kennedy und George Herbert Walker Bush.